# Green Haywood Hackworth
Green Haywood Hackworth (Prestonsburg, 23 januari 1883 - Washington D.C., 24 juni 1973) was een Amerikaans diplomaat en internationaal rechter. Na een loopbaan bij het Ministerie van Buitenlandse Zaken was hij rechter voor het Permanent Hof van Arbitrage en het Internationaal Gerechtshof.

## Levensloop
Hackworth behaalde zijn bachelorgraad aan de Universiteit van Valparaiso en vervolgens een Bachelor of Laws aan de George Washington-universiteit. Zijn promotie bereikte hij zowel hier als aan de Universiteit van Kentucky.
In 1916 begon hij zijn loopbaan bij het Ministerie van Buitenlandse Zaken. Hij had hier verschillende leidinggevende functies en was onder meer van 1931 tot 1946 juridisch adviseur onder vijf verschillende ministers. In deze periode nam hij ook aan verschillende internationale conferenties deel, waaronder als begeleider van minister Cordell Hull bij de Derde Conferentie van Moskou in 1943 en een jaar later als lid van de Amerikaanse delegatie bij de Conferentie van Dumbarton Oaks.
In 1937 volgde hij Elihu Root op als lid van het Amerikaanse rechterpanel bij het Permanent Hof van Arbitrage in Den Haag. In 1946 trad hij uit dienst van het ministerie, om aan te treden als eerste Amerikaans rechter van het nieuw opgerichte Internationaal Gerechtshof, eveneens in Den Haag. Hij diende aan het hof tot 1961 en was van 1955 tot 1958 daarbij president van het gerechtshof.

## Belangrijkste werk
- 1940-1944: Digest of International Law, acht delen, Washington D.C.

- Bibsys: 7020666
- Gemeinsame Normdatei: 1055298916
- International Standard Name Identifier: 0000 0001 1495 8832
- Library of Congress Control Number: no90010117
- National Archives and Records Administration: 10575160
- Nationale Bibliotheek van Israël: 987007262264305171
- Nationale Bibliotheek van Polen: a0000002350037
- Nederlandse Thesaurus van Auteursnamen: 124273556
- SNAC: w6088tb1
- Système universitaire de documentation: 09519648X
- Virtual International Authority File: 97878678
- WorldCat: E39PBJgxkWmKB9qPpKh4VCV6Kd